# Oceja de Valdellorma
Oceja de Valdellorma es una localidad española que forma parte del municipio de La Ercina, en la provincia de León, comunidad autónoma de Castilla y León.

## Geografía

### Ubicación
| Noroeste: Sotillos de Sabero | Norte: Sotillos de Sabero | Noreste: Olleros de Sabero       |
| Oeste: La Ercina             |                           | Este: Yugueros                   |
| Suroeste La Ercina           | Sur: La Serna             | Sureste: San Pedro de Foncollada |

## Demografía
Evolución de la población
| Gráfica de evolución demográfica de Oceja de Valdellorma entre 2000 y 2017 |
|                                                                            |
| Población de derecho (2000-2017) según el padrón municipal del INE         |

## Historia
En 1404 aparece documentado por primera vez en relación con una heredad del Monasterio de Gradefes.